# راسيل دويغ
راسيل دويغ (بالإنجليزية: Russell Doig)‏ هو لاعب كرة قدم بريطاني، ولد في 17 يناير 1964 في Millport, Great Cumbrae ‏ في المملكة المتحدة. لعب مع ليدز يونايتد ونادي بيتربورو يونايتد ونادي هارتلبول يونايتد.